# Reinfried Herbst
Pour les articles homonymes, voir Herbst.
Reinfried Herbst, né le 11 octobre 1978 à Salzbourg, est un skieur alpin autrichien s'illustrant uniquement en slalom. Au cours de sa carrière, il a notamment remporté une médaille d'argent aux Jeux olympiques de 2006 à Turin en slalom et remporté en Coupe du monde à neuf reprises une épreuve de slalom et le petit globe de cristal du slalom en 2010.

## Biographie
À l'âge de 16 ans, Herbst choisit de se concentrer sur le ski alpin plutôt que le football. Il fait ainsi ses débuts en courses FIS fin 1994. Pourtant, ce n'est que bien plus tard, en 2001, qu'il fait son apparition en Coupe du monde en raison en raison de multiples blessures. Cette première figuration parmi l'élite mondiale se fait à Kitzbühel lors d'un slalom. À 22 ans, même s'il ne parvient pas à se qualifier pour la seconde manche, il commence une carrière entièrement basée sur une unique discipline : le slalom (tandis qu'il lui est arrivé de prendre part à quelques slaloms géants, descentes et super G en coupe d'Europe). Il attend la saison 2003 pour retrouver la Coupe du monde, parvenant à marquer ses premiers points à Sestrières avec une 13e place en décembre 2002. Il n'est cependant jamais parvenu ensuite à se qualifier en deuxième manche malgré sa participation à six slaloms. Il retourne donc en Coupe d'Europe toute la saison 2004. En 2005, il refait des apparitions en Coupe du monde et marque des points à Beaver Creek grâce à une 20e place puis une 16e place à Schladming mais hormis sur ces deux courses, il n'est pas parvenu à se qualifier en seconde manche.
La saison 2006 constitue un tournant dans la carrière du skieur alors âgé de 27 ans. Il prend part à tous les slaloms avant le rendez-vous olympique de Turin en Coupe du monde. L'Autrichien améliore à plusieurs reprises son meilleur résultat et monte en puissance à l'approche des Jeux olympiques. Après une 12e place à Beaver Creek, il réalise son premier top 10 à Madonna di Campiglio avec une 8e, performance rééditée à Wengen avec une 6e et surtout connaît les joies d'un podium à Kitzbühel avec une deuxième place derrière le Français Jean-Pierre Vidal. Sélectionné pour les Jeux olympiques, il est aligné en slalom. Le jour-J, il ne figure pas parmi les favoris, mais en l'absence du champion olympique en titre Vidal en raison d'une fracture du bras quelques jours avant l'épreuve et l'hécatombe de quelques-unes des têtes d'affiche en première manche dont l'Italien Giorgio Rocca (leader de la Coupe du monde de slalom), Markus Larsson, Mario Matt, Ted Ligety, Bode Miller ou encore Stéphane Tissot, Herbst signe le quatrième temps de la première manche à 18 centièmes du leader Benjamin Raich qui devance Kalle Palander et Kentaro Minagawa. Lorsqu'il termine la seconde manche, il prend le meilleur temps en devançant Rainer Schönfelder. Le Japonais Minagawa s'élance pour prendre la troisième place intermédiaire, ce qui assure Herbst d'une place sur le podium. La disqualification du Finlandais Palander le rapproche du titre olympique. Mais le dernier slalomeur, son compatriote Raich, ne laisse pas passer sa chance et termine avec 83 centièmes d'avance. Herbst s'offre donc la médaille d'argent sur un podium composé de trois Autrichiens. Il confirme immédiatement après l'événement olympique en remportant sa première épreuve de Coupe du monde à Shiga Kogen à égalité avec Palander. Il termine la saison 2006 avec une 8e place au classement du slalom.
Durant l'été 2006, il se blesse au genou gauche lors d'un match de football à but caritatif. Il ne commence donc la saison 2006-2007 qu'à partir de janvier 2007, avec une 21e place à Kitzbühel. Il ne termine qu'une seule fois dans le top 10 avec une 8e place à Lenzerheide mais se situe généralement entre la 12e et la 18e. Il dispute entre-temps les Championnats du monde d'Åre mais ne termine pas la première manche du slalom, qui est remporté par Mario Matt. Lors de la saison 2007-2008, il enchaîne de nombreuses belles performances en slalom en Coupe du monde (ainsi qu'en Coupe d'Europe) où il signe la seconde victoire de sa carrière à Garmisch-Partenkirchen devant Manfred Moelgg suivi d'un podium à Zagreb (3e derrière Matt et Ivica Kostelić) puis d'une nouvelle victoire lors des finales de Bormio devant Daniel Albrecht. Cela lui permet de terminer l'hiver à la troisième position du classement du slalom et premier Autrichien derrière Moelgg et Jean-Baptiste Grange.
Lors de la saison 2009, il rate les deux premiers slaloms à Levi et Alta Badia avec deux abandons avant de se reprendre à l'occasion d'une exhibition à Moscou avec une 5e place. Cela lance sa saison qu'il confirme par une 7e place à Zagreb, une victoire à Adelboden devant Manfred Pranger puis une deuxième place à Wengen derrière ce dernier. Il survole ensuite la première manche du slalom de Kitzbühel mais tombe en seconde manche avant de se reprendre pour remporter deux jours plus tard celui de Schladming de nouveau devant Pranger.
La saison 2010 commence par deux victoires consécutives aux slaloms de Levi, devant Ivica Kostelić et Jean-Baptiste Grange, et d'Alta Badia devant Silvan Zurbriggen et son compatriote Manfred Pranger. Le mois suivant, il continue sur sa lancée gagnant à Schladming et à Kranjska Gora. Il finit ensuite dixième aux Jeux olympiques de Vancouver. Il remporte tout de même le petit globe de cristal du slalom, ayant terminé en tête du classement de la spécialité en Coupe du monde. 
En 2011, il monte sur ses deux derniers podiums en Coupe du monde, à Adelboden et Bansko.
Il prend part à ses troisièmes jeux olympiques en 2014 à Sotchi, mais ne termine pas le slalom.
Aux Championnats du monde 2015, L'Autrichien enregistre son unique arrivée pour sa quatrième participation en mondial, pour se classer douzième du slalom.
Sa carrière s'arrête à l'issue de la saison 2015-2016.

## Palmarès

### Jeux olympiques d'hiver
| Épreuve / Édition | Turin 2006 | Vancouver 2010 | Sotchi 2014 |
| Slalom            | Argent     | 10e            | Abandon     |

### Championnats du monde
| Épreuve / Édition | Åre 2007 | Val d'Isère 2009 | Garmisch-Partenkirchen 2011 | Beaver Creek 2015 |
| Slalom            | Abandon  | Abandon          | Abandon                     | 12e               |

### Coupe du monde
- Meilleur classement général : 11e en 2010.
- Meilleur classement en slalom : 1er en 2010.
- 15 podiums dont 9 victoires (toutes en slalom).

#### Détail des victoires
| Édition / Épreuve | Slalom                                   |
| 2006              | Shigakogen                               |
| 2008              | Garmisch-Partenkirchen Bormio            |
| 2009              | Adelboden Schladming                     |
| 2010              | Levi Alta Badia Schladming Kranjska Gora |

#### Classements en Coupe du monde
| Année/Classement | Année/Classement | Général | Général | Descente | Descente | Slalom | Slalom | Slalom géant | Slalom géant | Super G | Super G | Combiné | Combiné |
| ---------------- | ---------------- | ------- | ------- | -------- | -------- | ------ | ------ | ------------ | ------------ | ------- | ------- | ------- | ------- |
| Année/Classement | Année/Classement | Class.  | Points  | Class.   | Points   | Class. | Points | Class.       | Points       | Class.  | Points  | Class.  | Points  |
| 2003             | 2003             | 115e    | 20      | -        | -        | 43e    | 20     | -            | -            | -       | -       | -       | -       |
| 2004             | 2004             | -       | -       | -        | -        | -      | -      | -            | -            | -       | -       | -       | -       |
| 2005             | 2005             | 106e    | 26      | -        | -        | 40e    | 26     | -            | -            | -       | -       | -       | -       |
| 2006             | 2006             | 28e     | 316     | -        | -        | 8e     | 316    | -            | -            | -       | -       | -       | -       |
| 2007             | 2007             | 57e     | 121     | -        | -        | 20e    | 121    | -            | -            | -       | -       | -       | -       |
| 2008             | 2008             | 20e     | 450     | -        | -        | 3e     | 450    | -            | -            | -       | -       | -       | -       |
| 2009             | 2009             | 23e     | 396     | -        | -        | 5e     | 396    | -            | -            | -       | -       | -       | -       |
| 2010             | 2010             | 11e     | 534     | -        | -        | 1er    | 534    | -            | -            | -       | -       | -       | -       |
| 2011             | 2011             | 30e     | 278     | -        | -        | 9e     | 248    | -            | -            | -       | -       | -       | -       |
| 2012             | 2012             | 66e     | 108     | -        | -        | 25e    | 108    | -            | -            | -       | -       | -       | -       |
| 2013             | 2013             | 33e     | 197     | -        | -        | 11e    | 197    | -            | -            | -       | -       | -       | -       |
| 2014             | 2014             | 46e     | 158     | -        | -        | 14e    | 158    | -            | -            | -       | -       | -       | -       |
| 2015             | 2015             | 71e     | 83      | -        | -        | 22e    | 83     | -            | -            | -       | -       | -       | -       |
| 2016             | 2016             | 133e    | 13      | -        | -        | 45e    | 14     | -            | -            | -       | -       | -       | -       |

### Coupe d'Europe
- 4e du classement général en 2004.
- 11 victoires en slalom.

### Championnats d'Autriche
- Champion du slalom en 2008 et 2014.
- Champion du slalom géant en 2003.